# Philece Sampler
Debra Philece Sampler (San Angelo, 16 luglio 1953 – Los Angeles, 1º luglio 2021) è stata un'attrice e doppiatrice statunitense. È deceduta a causa di un arresto cardiaco. 

## Filmografia
- L'incredibile Hulk (The Incredible Hulk) – serie TV (1980)
- Il tempo della nostra vita (Days of Our Lives) – serie TV (1981-1984)
- Rituals – soap opera (1984-1985)
- Destini (Another World) – soap opera (1987-1989)

## Doppiaggio

### Anime
- Sumire Hasukawa e Dorm Lady in Koko wa Greenwood (1996)
- Roby in Arc the Lad (2001)
- Yuzuriha Nekoi e Tokiko Magami in X (2002-2003)
- Lori in Zatch Bell! (2005-2007)
- Beauty in Bobobo-bo Bo-bobo (2005-2007)
- Flora e Nico in Berserk (2016)
- Sister Azariya in Sword Art Online: Alicization  (2019)

### Serie televisive animate
- Betty Ross in L'incredibile Hulk (1996-1997)
- Voci varie in Invader Zim (2001)
- Francine in I Rugrats da grandi (2004)
- Toph Beifong (anziana) in La leggenda di Korra
- Mildred Scalise in A casa dei Loud (2019)

### Videogiochi
- Mayumi Matsushita in AI: The Somnium Files
- Z'an Al'urin in Arcanum: Of Steamworks and Magick Obscura
- Personaggi vari in Blue Dragon
- Taokaka in BlazBlue: Calamity Trigger
- Fizz e Kennen in Legends of Runeterra
- voci aggiuntive in Shenmue III